# Elisael Guzmán
Elisael Guzmán-Ganballose – kubański zapaśnik w stylu wolnym. Srebrny medalista mistrzostw panamerykańskich w 1993. Piąty na MŚ juniorów w 1990 roku.